# بن ترنر (بازیکن فوتبال)
بن ترنر (انگلیسی: Ben Turner؛ زادهٔ ۲۱ ژانویهٔ ۱۹۸۸) یک بازیکن فوتبال اهل بریتانیا است.